# Norstjärnen (Bräcke socken, Jämtland)
Norstjärnen är en sjö i Bräcke kommun i Jämtland och ingår i Ljungans huvudavrinningsområde.